# Termofixos
Termofixos, termorrígidos ou termoendurecidos são polímeros cuja rigidez não se altera com a temperatura, diferentemente dos termoplásticos que amolecem e fundem-se. A determinadas temperaturas, polímeros termofixos se decompõem, não então podendo ser fundidos e remoldados novamente.

## Propriedades
O aumento da temperatura promove a decomposição desses materiais antes de sua fusão, o que os torna não recicláveis mecanicamente. Baquelite, poliuretanos (PU) e poliacetato de Etileno Vinil (EVA), resinas poliésteres, resinas fenólicas , resinas epoxi e gelcoat são exemplos de plásticos termofixos.
São solidificados com aplicação do calor e não amolecem mais, ao contrário dos termoplásticos que utilizam o calor para a sua possível modelagem.
Compreendendo as diferenças:
O comportamento térmico de polímeros pode ser verificável: um brinquedo infantil de plástico (bola ou boneca) sob o sol escaldante adquire uma consistência macia, como se estivesse derretendo.
Os polímeros termoplásticos são compostos de longos fios lineares ou ramificados. A vantagem deste material está na remodelagem, pois estes plásticos podem ser reciclados várias vezes.
Já os termofixos, como o próprio nome diz, possuem uma estrutura mais rígida, tudo se explica pela estrutura que os compõem: ligações cruzadas unem os fios de polímeros. Durante o preparo deste tipo de plástico, o mesmo é aquecido para formar pontes fixas na estrutura polimérica.
A baquelita é um exemplo de plástico termofixo, ela é usada para compor cabos de frigideira por ser dura, resistente e não condutora (o cabo não se aquece no fogo).

### Reciclagem
Esta impossibilidade de fusão dificulta o desenvolvimento de um processo adequado de reciclagem destes polímeros.

## Exemplos
- Borracha vulcanizada
- Baquelite
- Resina melamínica
- Resina epóxi